# 윤건영 (1952년)
윤건영(尹建永, 1952년 3월 8일~)은 대한민국의 경제학자이자 정치인이다. 연세대학교 경제학과 교수였으며 제17대 국회의원을 지냈다. 한나라당의 일자리창출특별위원회 위원장과 여의도연구소 소장 등을 역임했다.

## 정치 이력
2002년 제16대 대통령 선거을 앞두고 한나라당 이회창 후보의 경제분야 특별보좌관으로 발탁되어 정계에 입문하였다. 제17대 국회의원 선거에 한나라당 비례대표 4번으로 출마하여 당선되었다.
국회 내 재정경제위원회, 보건복지위원회 등에서 활동했고, 2002년 7월 한나라당 일자리창출특별위원회 위원장에 임명되었다. 2005년 1월 한나라당의 정책연구기관 여의도연구소의 소장에 선임되었지만, 같은 해 6월 23일 '4·30 재보선 사조직 동원 문건 파문'의 책임을 지고 5개월만에 사퇴했다.
2008년 제18대 국회의원 선거에서 한나라당 후보로 용인시 수지구에 출마했지만, 당내 공천 과정에 불만을 품고 한나라당을 탈당한 친박계 무소속 한선교 후보에 밀려 낙선했다. 이후, 정계를 은퇴하고 연세대학교 상경대학에 복직했다.

## 학력
- 운수국민학교 졸업
- 고령중학교 졸업
- 경북고등학교 졸업
- 서울대학교 공과대학 공학 학사
- 서울대학교 행정대학원 행정학 석사
- 뉴욕주립대학교 올버니 경제학 석사
- 하버드 대학교 경제학 석사
- 하버드 대학교 경제학 박사

## 경력
- 1985년~2004년 5월 연세대학교 상경대학 경제학과 교수
- 1994년~1996년 3월 한국조세학회 부회장
- 1994년 3월~1996년 2월 한국조세연구 편집위원장
- 1995년 4월~1997년 12월 한국담배인삼공사 이사
- 1995년 11월~1998년 10월 공공경제학회 편집위원장
- 1995년 12월~세제발전심의위원회 위원
- 2000년 11월~2001년 11월 한국공공경제학회 부회장
- 2001년 1월~2001년 12월 경제정의실천시민연합 정책협의회 의장
- 2001년 3월~2003년 2월 연세대학교 경제연구소 소장
- 2002년 4월~2003년 4월 한국재정.공공경제학회 회장
- 2002년 9월~2002년 12월 이회창대통령후보 경제특별보좌관
- 2004년 5월~2008년 5월 제17대 한나라당 국회의원
- 2004년 7월 한나라당 일자리창출특별위원회 위원장
- 2004년 7월 국회 국회개혁특별위원회 위원
- 2004년 7월 국회 재정경제위원회 위원
- 2005년 1월~2005년 6월 한나라당 여의도연구소 소장
- 한나라당 수석정책조정위원장
- 국회 한.미 FTA 체결 대책 특별위원회 간사
- 2007년 한나라당 한미FTA평가단 단장
- 2008년 연세대학교 상경대학 경제학부 교수
- 연세대학교 상경대학 경제학과 명예교수

## 역대 선거 결과
|  | 35.76% |

|  | 37.18% |

## 소속 정당
| 소속 정당 | 소속 정당  | 소속 기간 | 비고                |
| --------- | ---------- | --------- | ------------------- |
|           | 한나라당   | 2002~2012 | 정계 입문           |
|           | 새누리당   | 2012~2017 | 당명 변경 정계 은퇴 |
|           | 자유한국당 | 2017~2020 | 당명 변경           |
|           | 미래통합당 | 2020      | 합당                |
|           | 국민의힘   | 2020~현재 | 당명 변경           |

## 같이 보기
- 대한민국 제17대 국회의원 선거 한나라당 후보 목록#비례대표